# Solenopsis corsica
Solenopsis corsica är en klockväxtart som först beskrevs av Robert Desmond Meikle, och fick sitt nu gällande namn av M.B.Crespo, Serra och Juan. Solenopsis corsica ingår i släktet Solenopsis och familjen klockväxter. Inga underarter finns listade i Catalogue of Life.